# Casa di Baden

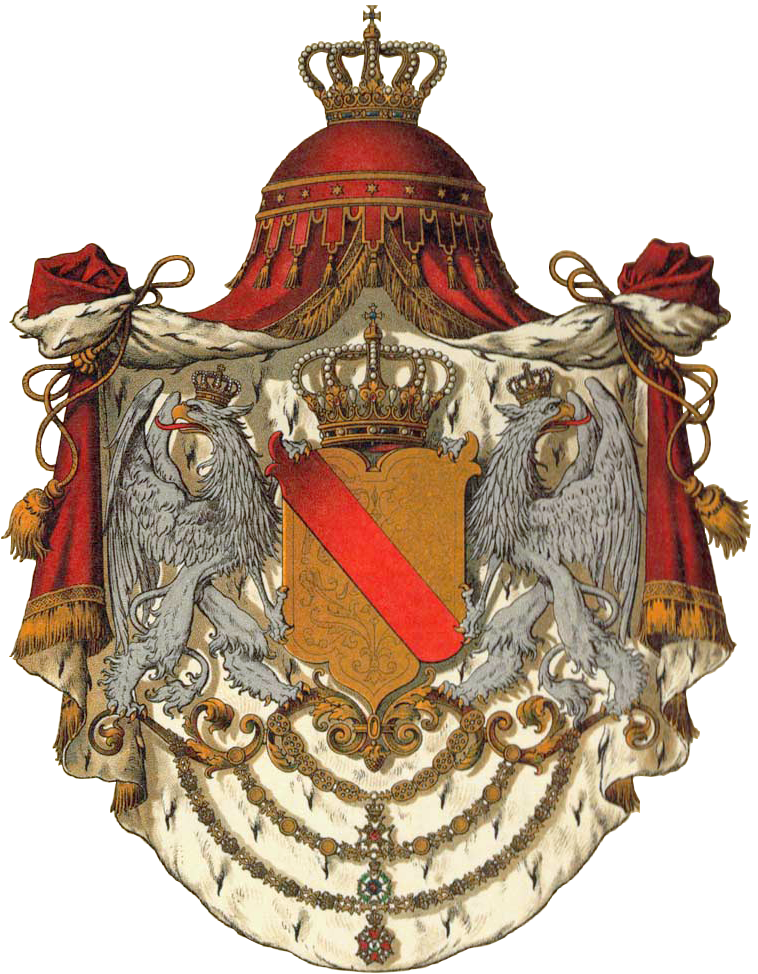
Stemma della casa granducale di Baden

La casa di Baden appartiene da secoli alla nobiltà tedesca. Le radici della nobile famiglia si trovano in Brisgovia, Ortenau, Baar, Hegau e Thurgau. Già nell'Alto Medioevo, gli antenati comuni degli Zähringer e della successiva Casa di Baden avevano diritti nelle zone citate ed erano quindi una delle famiglie importanti nel sud-ovest del ducato di Svevia.

## Sfondo storico

Parti vecchie e nuove di Baden

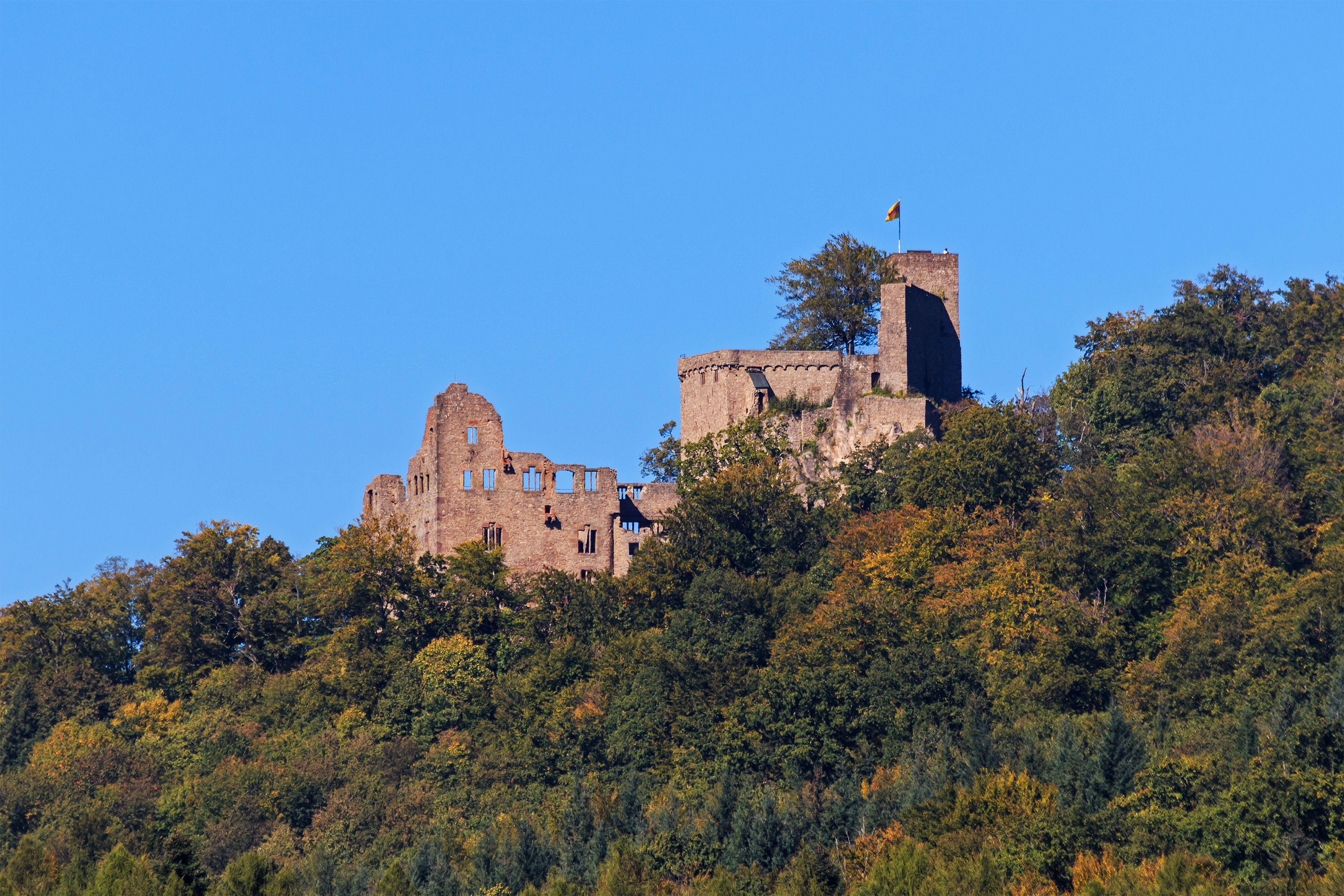
Sede ancestrale della famiglia - Castello di Hohenbaden nell'attuale Baden-Baden

Il capostipite della casa fu Ermanno I, il figlio maggiore del duca Berthold I di Carinzia. Suo figlio, Ermanno II, conte di Brisgovia, fu il primo a chiamarsi tale nel 1112 prendendo il nome dal castello Hohenbaden di Baden. Aveva ottenuto l'area intorno a Baden bilanciando gli Zähringer con gli Hohenstaufen per formare il Ducato di Svevia e dal 1112 deteneva il titolo di margravio ereditato dal padre, originariamente quello del margraviato di Verona. Nasceva così il nuovo margraviato del Baden.
Seguirono le espansioni di territorio: quello originario sul medio Neckar intorno a Backnang, Besigheim e le aree di recente acquisizione sull'Alto Reno poterono essere collegati attraverso l'acquisizione di Pforzheim nel 1219, e nel 1442 attraverso le quote dei signori di Lahr e Mahlberg con la Breslavia. Dal 1190 esisteva una linea Hachberg, che fu riacquistata dal margravio Bernardo I nel 1415, anche se senza la sovranità di Sausenberg, che cadde sulla linea principale di Baden solo nel 1503.
Nel 1535, furono creati i margravati di Baden-Baden e di Baden-Durlach dal margraviato di Baden dividendo l'eredità. Carlo Federico di Baden, di Baden-Durlach, ereditò la linea cattolica di Baden-Baden nel 1771 e riunì i due margravati. Karlsruhe divenne la residenza, dove dal 1715 fu costruita la capitale dello stato vicino al castello di Durlach. Alla caduta del Sacro Romano Impero, salì alla carica di Elettorato di Baden e poi, dopo lo scioglimento dell'Impero nel 1806, a Granducato di Baden.
Dal 1830 la linea laterale morganatica discendente da Luisa Carolina di Hochberg assunse la dignità ducale. L'assunzione del governo fu irta di voci secondo cui Kaspar Hauser era il figlio del Granduca Carlo, morto nel 1818, ed era quindi il legittimo candidato al trono. Le richieste di eredità della linea laterale Hochberger erano già state riconosciute, a livello internazionale, al Congresso di Aquisgrana nel 1818. Questa linea ha svolto un ruolo importante sia nella fondazione dell'Impero tedesco, quando il Granduca Federico I fu il primo a gridare "Lunga vita al Kaiser Wilhelm" nella Sala degli Specchi della Reggia di Versailles, che nella dissoluzione dell'Impero tedesco nel 1918, quando il cancelliere Massimiliano di Baden, il 9 novembre, annunciò arbitrariamente l'abdicazione del Guglielmo II.

## Zähringer

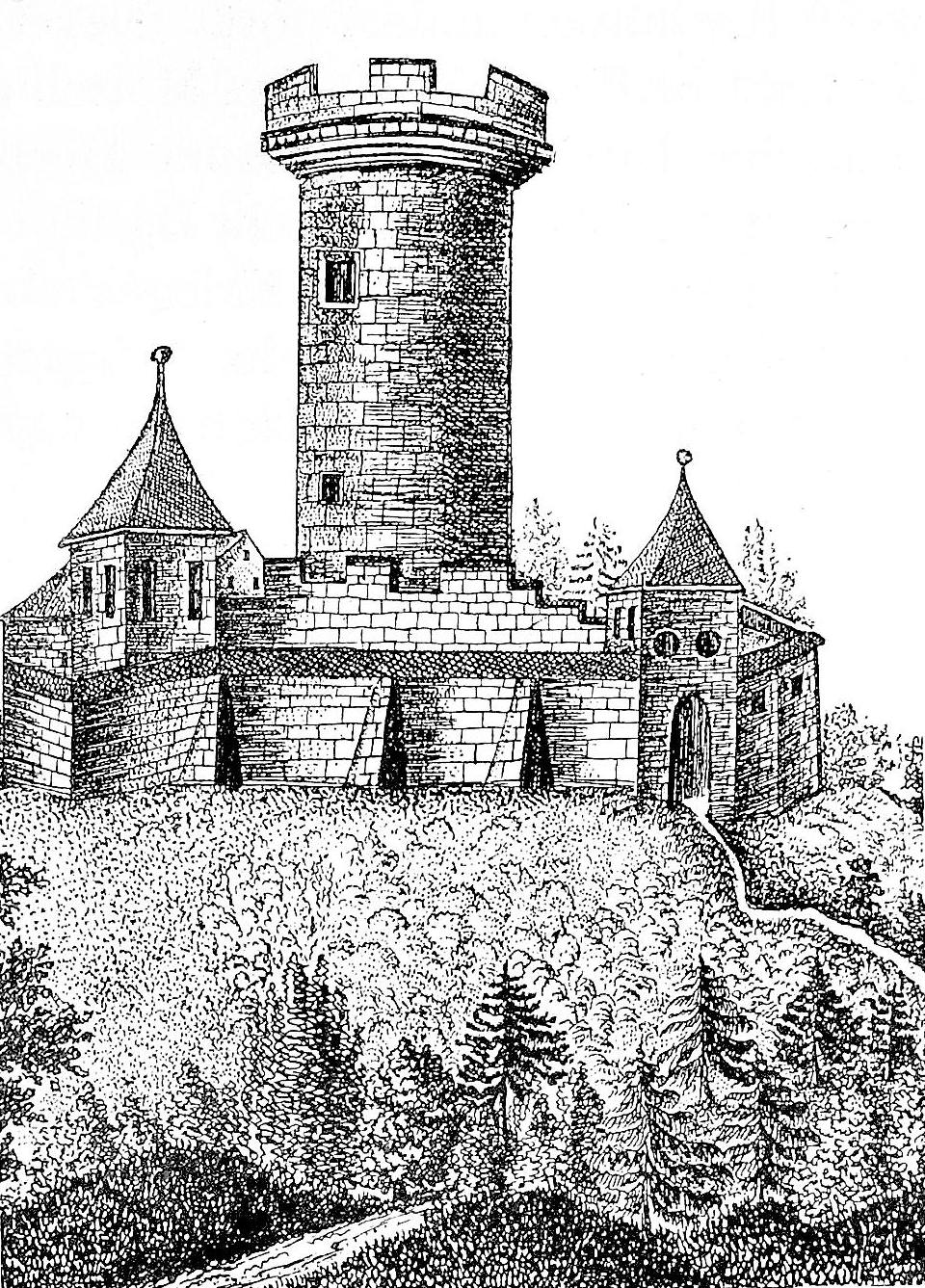
Castello di Zähringen (Friburgo in Brisgovia) intorno al 1500

L'assimilazione della casa con la famiglia degli Zähringer, diffusa in letteratura, è fondamentalmente storicamente imprecisa. L'equivoco si basa sugli inizi della ricerca, sulla storia della casa e della regione, da parte di Johann Daniel Schöpflin. Entrambe le case avevano un progenitore comune, il duca Bertoldo I di Carinzia, ma lui stesso non usò mai il titolo di duca di Zähringen. Nel XIX secolo, la casa di Baden sostenne la sua assimilazione con la casa di Zähringen per scopi di propaganda al fine di sostenere storicamente la rivendicazione delle nuove aree del sud del Baden e il titolo di granduca.

## Stemma
Lo stemma della famiglia (Zähringen) mostra una barra rossa diagonale sullo scudo in oro intraversato a sinistra. Sull'elmo rosso e oro c'è un corno di stambecco rosso e uno d'oro.

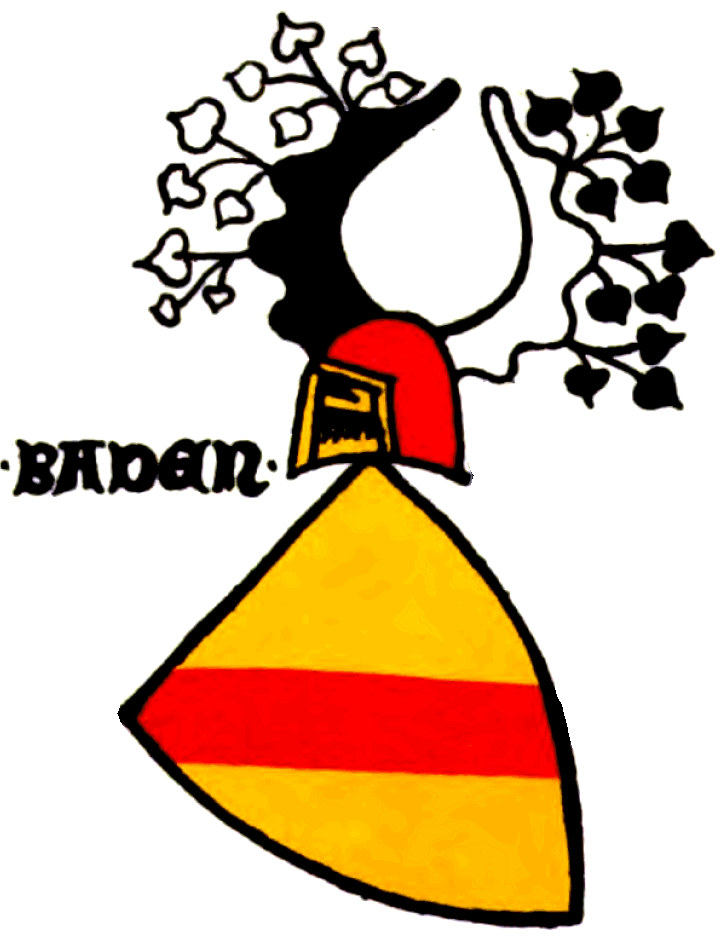
Stemma della famiglia nell'Armoriale di Zurigo, 1335-1345 ca.
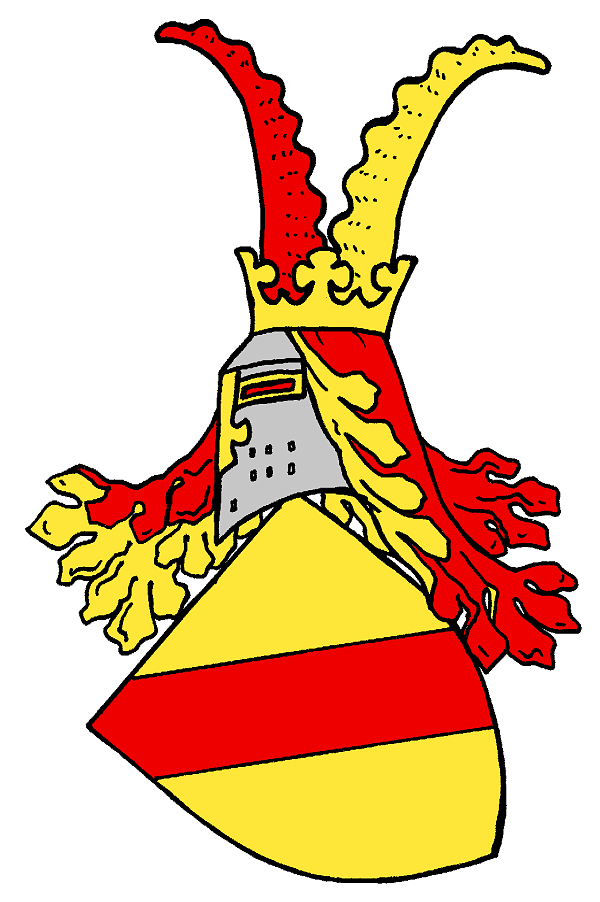
Stemma della famiglia della Casa di Baden
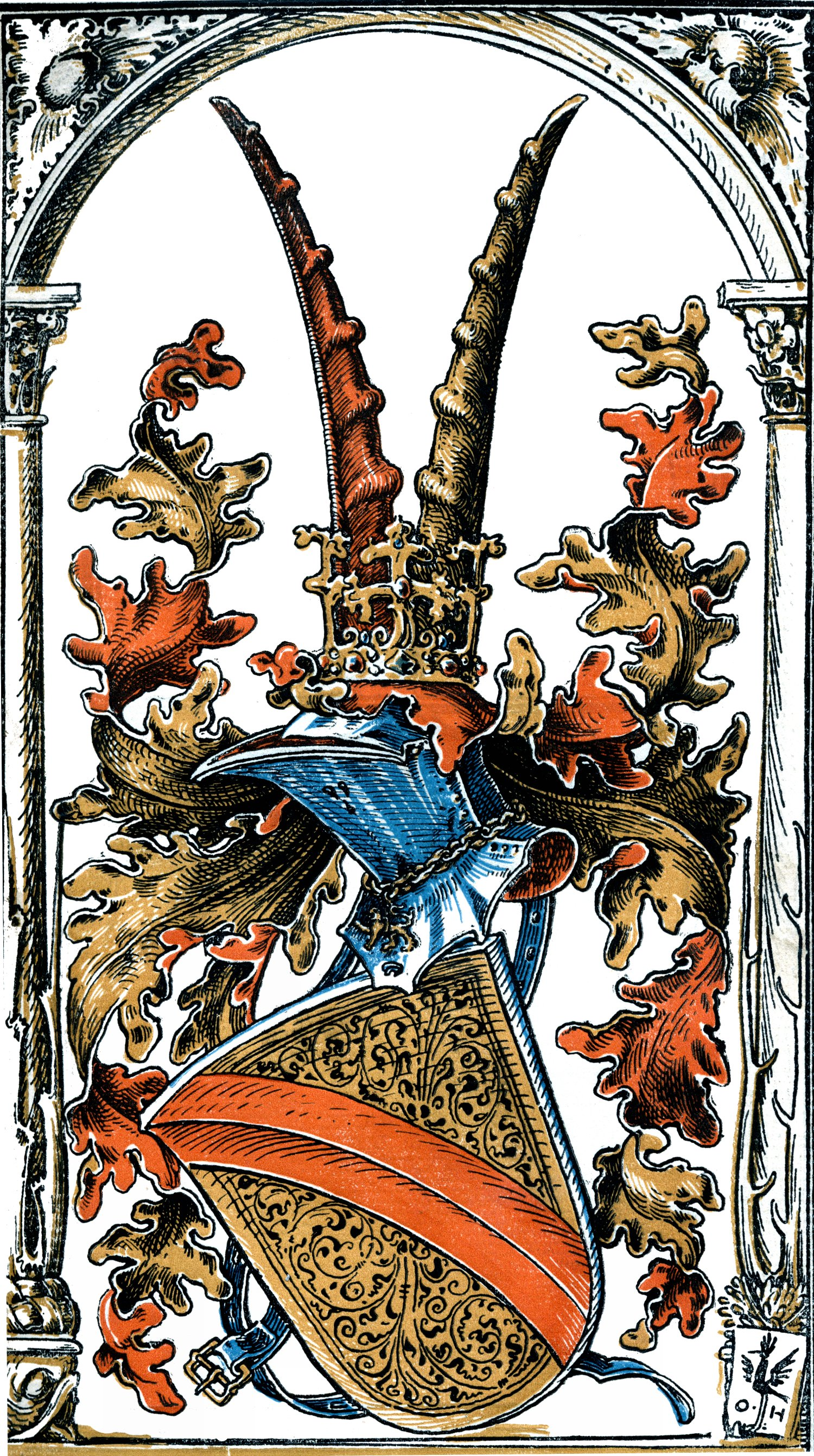
Stemma grafico di Otto Hupp nel calendario di Monaco del 1895

## Dopo l'abolizione della monarchia
Il 22 novembre 1918, durante la Rivoluzione di novembre, i suoi successori vennero autorizzati ad ereditare e da allora divennero capi della Casa di Baden denominata Margraviato di Baden. La neonata Repubblica di Baden rilevò il palazzo residenziale di Karlsruhe così come i palazzi di Rastatt, Mannheim, Schwetzingen e Bruchsal di proprietà statale e con un accordo di separazione lasciò i palazzi di Baden-Baden e Salem, con i tesori d'arte al loro interno, alla casa di Baden. Poiché la coppia granducale Federico II e Hilda non aveva discendenti maschi aventi diritto all'eredità, adottò il loro pronipote Bertoldo di Baden.
Per coprire gli alti debiti sorti molto più tardi, Max di Baden vendette il castello di Eberstein (Gernsbach) nel 2000. Ha poi venduto anche il Castello Nuovo di Baden-Baden a un investitore del Kuwait nel 2003, dopo aver messo all'asta i tesori d'arte che conteneva. Il castello di Salem è stato rilevato dallo stato del Baden-Württemberg nel 2009, ma la famiglia ha mantenuto il diritto di vivere in un'ala del maniero. Nel 2006, ci fu il tentativo di Bernardo principe di Baden e del governo dello stato del Baden-Württemberg, sotto Günther Oettinger, di attrarre fondi per la ristrutturazione del castello offrendo in vendita beni culturali della biblioteca statale del Baden. Questo incidente divenne noto come affare dei beni culturali di Karlsruhe e fu accompagnato da accesi dibattiti nel parlamento statale del Baden-Württemberg.

## Capi della casa di Baden dal 1918
I governanti della Casa di Baden fino al 1918 si trovano nell'elenco dei margravi e dei granduchi di Baden. Dettagli sulla genealogia della Casa di Baden si possono trovare nell'elenco delle famiglie della Casa di Baden.
La tabella seguente elenca gli ex capi della casa dopo la caduta della monarchia:
| Nome                                                                  | Periodo   |
| --------------------------------------------------------------------- | --------- |
| Federico II di Baden (già Granduca Federico II di Baden)              | 1918-1928 |
| Massimiliano di Baden (1918 l'ultimo cancelliere dell'Impero tedesco) | 1928-1929 |
| Bertoldo di Baden                                                     | 1929-1963 |
| Massimiliano di Baden                                                 | 1963-2022 |
| Bernardo del Baden                                                    | dal 2022  |

Alla morte di Massimiliano "Max" avvenuta il 29 gennaio 2022 gli succede il figlio Bernardo (nato nel 1970). L'erede è il figlio di Bernardo, Leopoldo, nato nel 2002.

## Personalità
Membri importanti della casa:
- Bernardo II di Baden (1428 / 29-1458), beato della Chiesa cattolica
- Luigi Guglielmo di Baden-Baden (1655-1707), gen. Türkenlouis
- Carlo III Guglielmo di Baden-Durlach (1679–1738), fondatore di Karlsruhe
- Carlo Federico di Baden, dal 1771 margravio dello stato unito di Baden e fondatore del Granducato nel 1806
- Federico I di Baden, Granduca di Baden dal 1856 al 1907

## Residenze della Casa di Baden
Oltre al castello della famiglia Hohenbaden, gli Yburg e dal 1219 il vecchio castello di Ettlingen appartenevano alle sedi medievali dei margravi di Baden. Nel 1503 i castelli Rötteln, Badenweiler e Sausenburg furono aggiunti nel Markgräflerland di recente acquisizione. Dopo la divisione del paese nel 1535, i governanti del Basso Margraviato risiedevano inizialmente a Pforzheim e dal 1565 nel castello di Karlsburg a Durlach. Più o meno nello stesso periodo i castelli rinascimentali dell'Alto Margraviato a Baden-Baden e Ettlingen furono costruiti attraverso l'espansione degli edifici tardogotici. Dopo che il castello di Baden-Baden fu bruciato dalle truppe francesi nella Guerra della Grande Alleanza del Palatinato, nel 1689, fu costruita la nuova residenza della linea di Baden-Baden nella città mercato di Rastatt, mentre la linea Durlacher si trasferì nel castello Castello di Karlsruhe costruito nel 1718. Le autorità governative del margraviato furono trasferite a Basilea, dal 1689 al 1697. Il margravio Federico VII di Baden-Durlach trovò rifugio nel Markgräflerhof di Basilea tra il 1703-1705 e nel 1707 durante la Guerra di successione spagnola. Carlo Federico di Baden-Durlach, che governò anche il margraviato di Baden-Baden dal 1771 e il neo-creato Granducato di Baden dal 1806, rilevò le ex residenze barocche degli Elettori del Palatinato a Mannheim e Schwetzingen, nonché quelle dei principi-vescovi di Spira a Bruchsal intorno al 1802. A Heidelberg e Friburgo, i palazzi esistenti vennero convertiti in residenze locali. Dal 1891 fu costretto il palazzo granducale ereditario di Karlsruhe per l'erede al trono. Dopo la rivoluzione del 1918 l'Abbazia di Salem, già secolarizzata nel 1804, divenne la residenza della famiglia. Dopo le vendite degli anni 2000, solo il castello di Staufenberg (Foresta Nera) con la sua azienda vinicola è ancora di proprietà del capo della famiglia Baden, mentre una attività secondaria sopravvive nel castello di Zwingenberg.

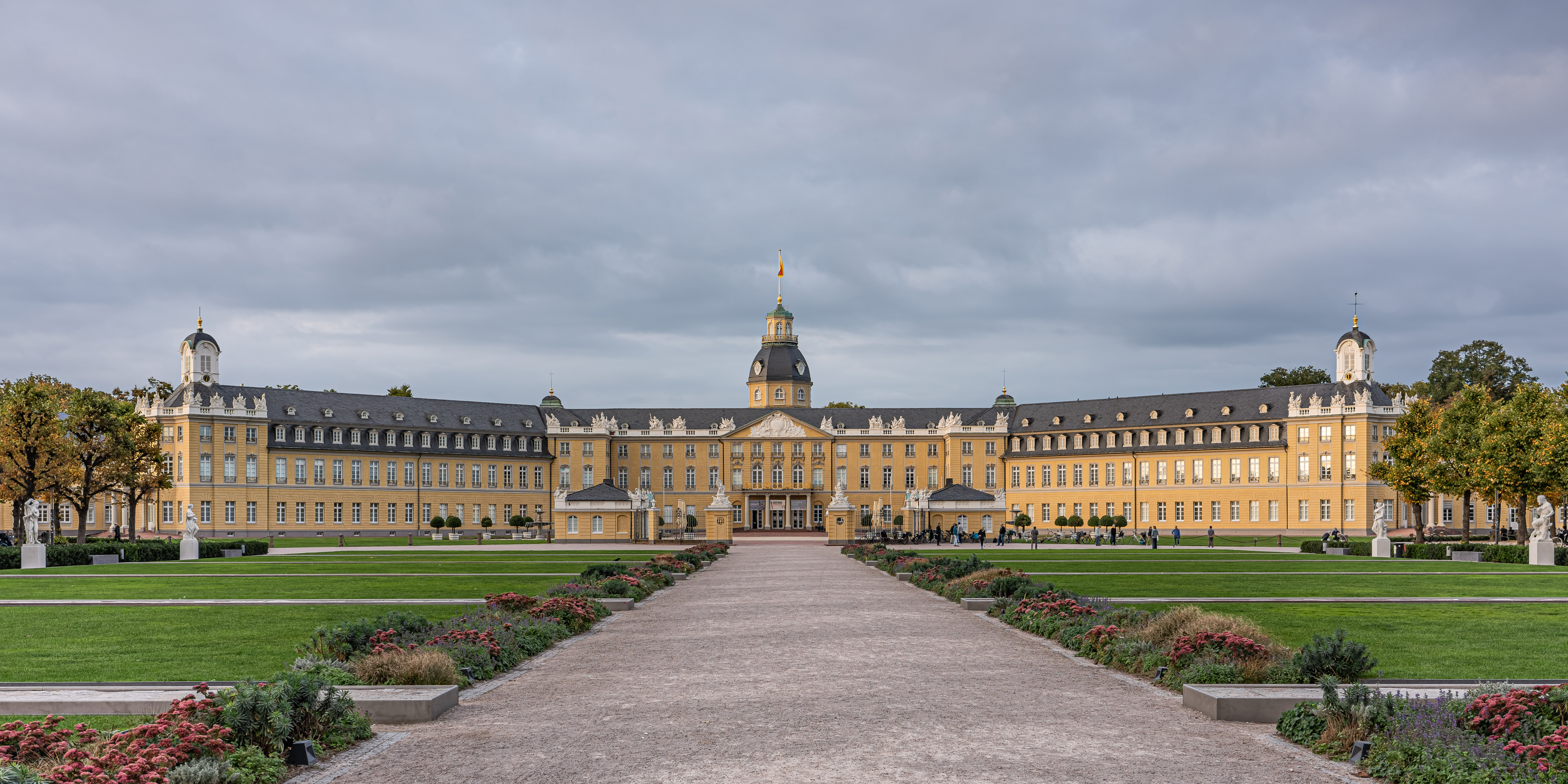
Castello di Karlsruhe
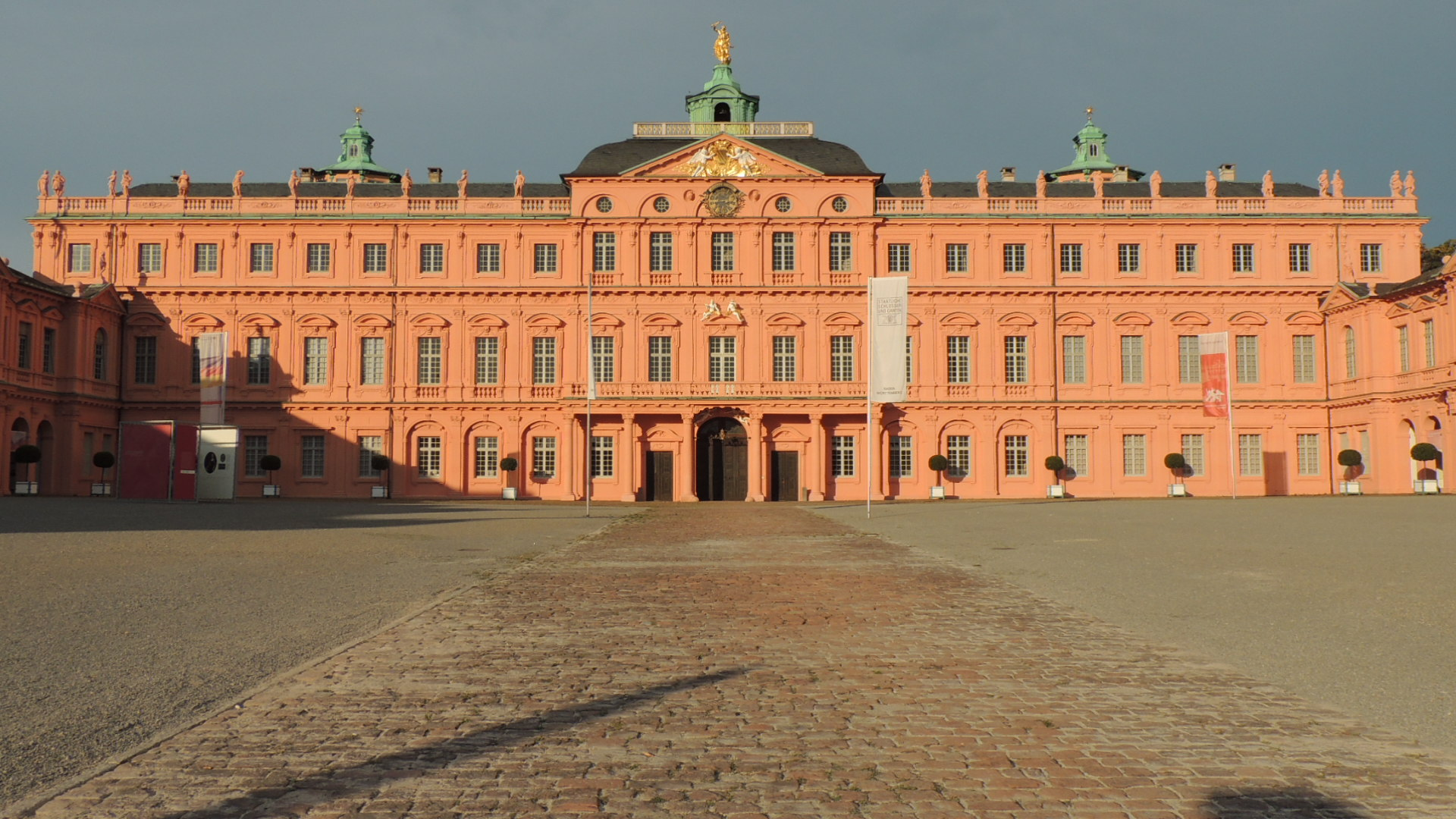
Castello di Rastatt
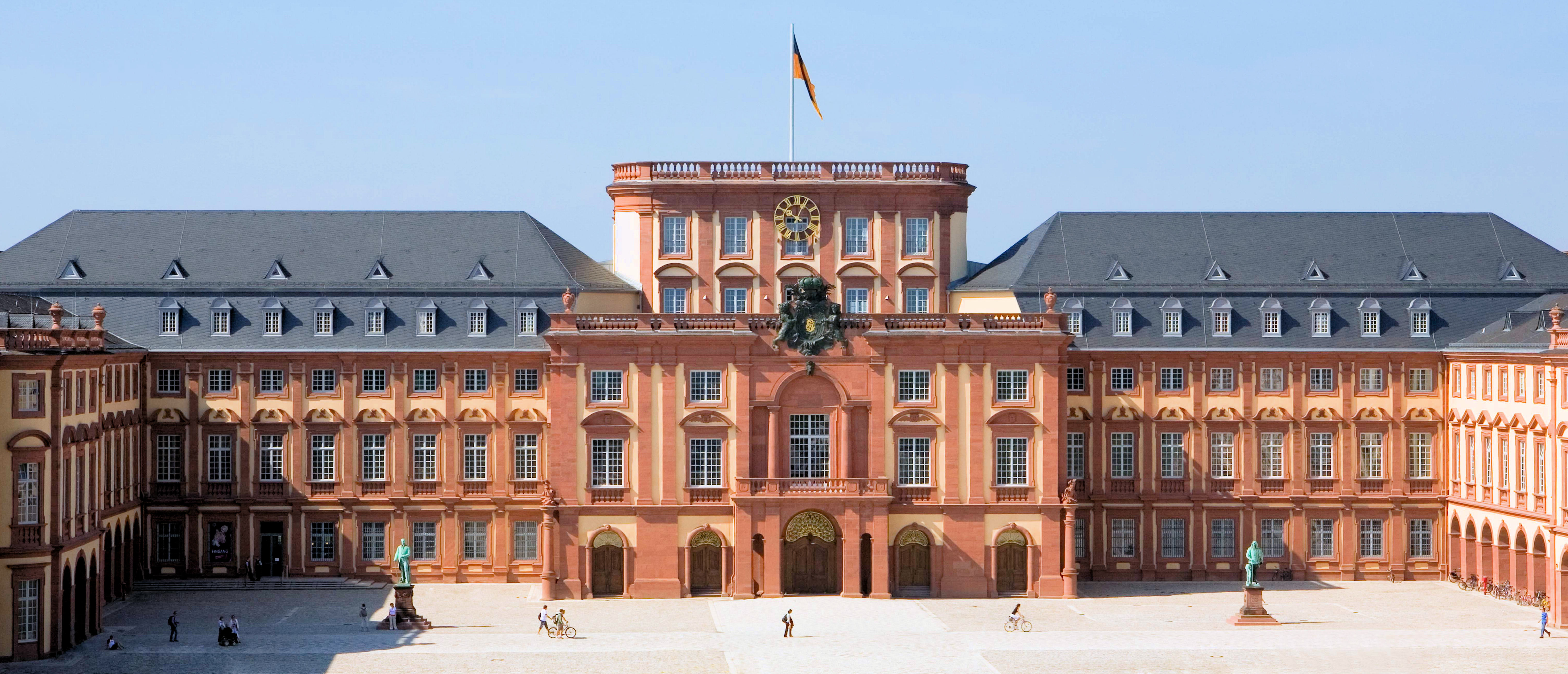
Castello di Mannheim
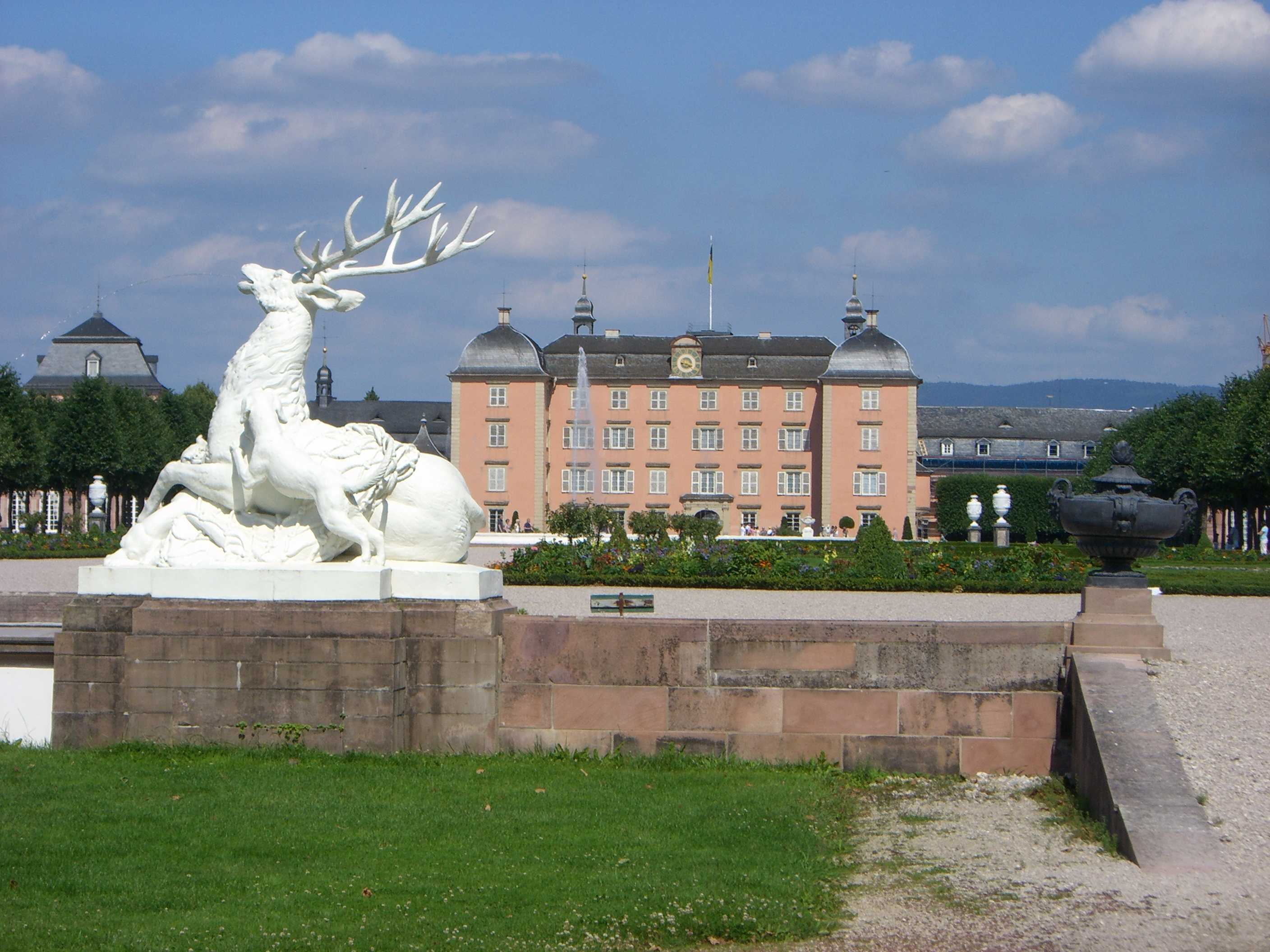
Castello di Schwetzingen
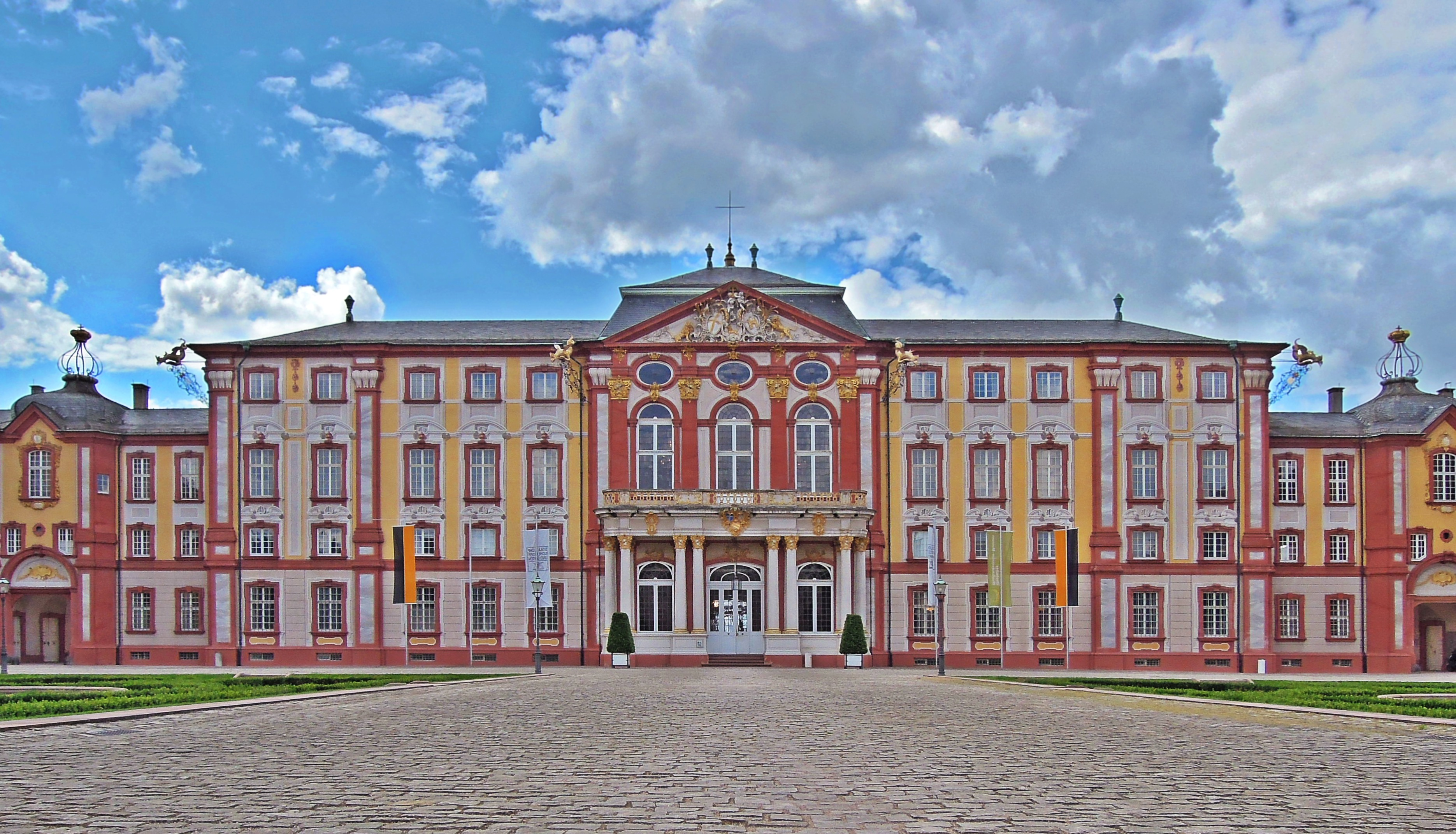
Castello di Bruchsal
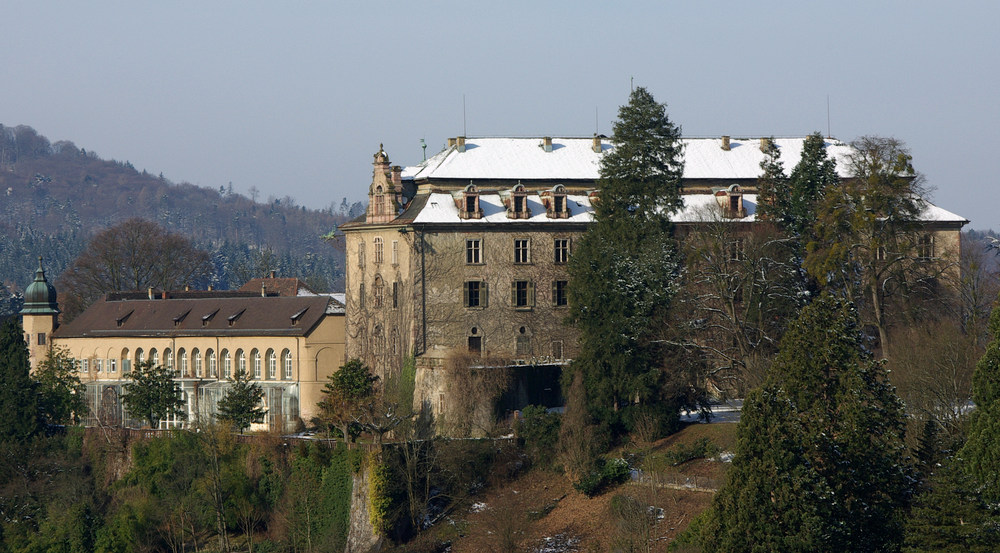
Castello Nuovo di Baden-Baden
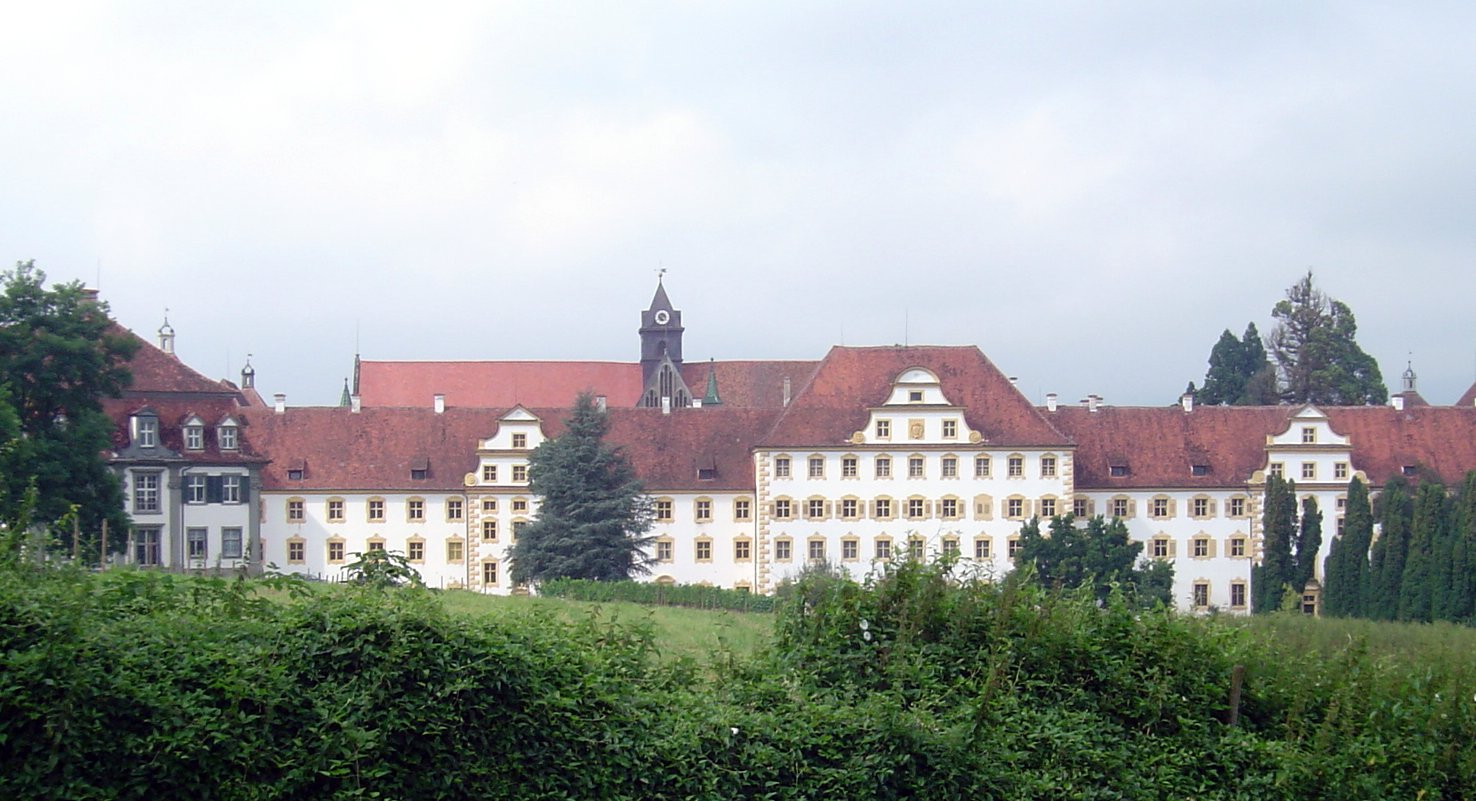
Abbazia di Salem
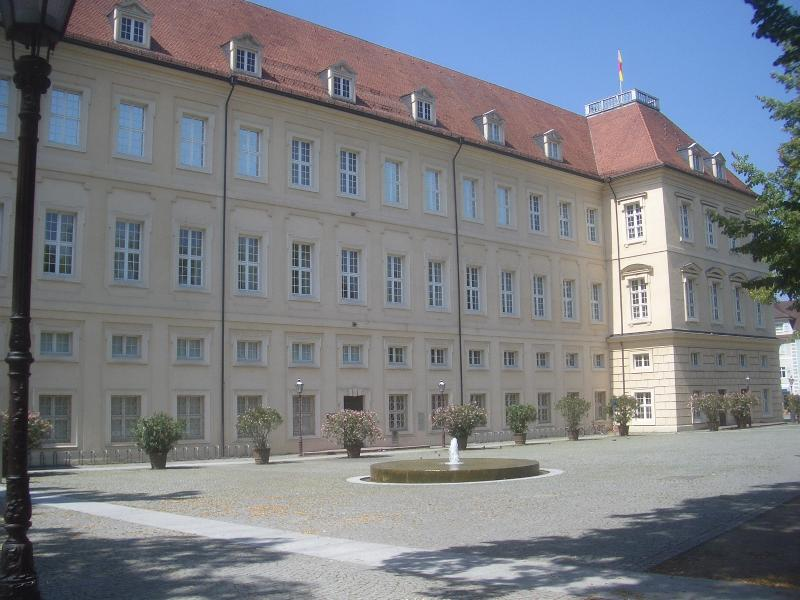
Castello di Karlsburg dei Karlsruhe-Durlach
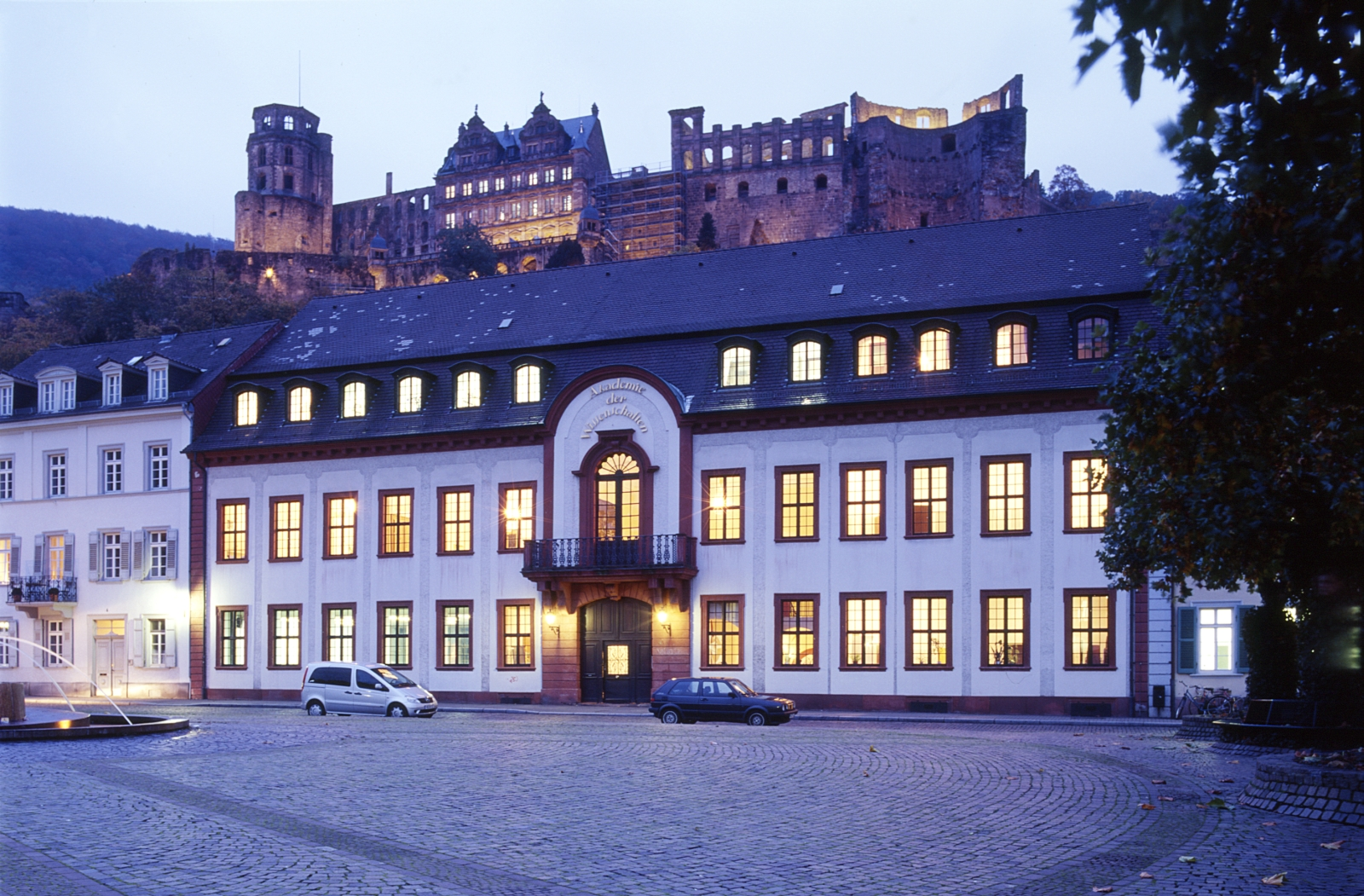
Palazzo granducale ad Heidelberg
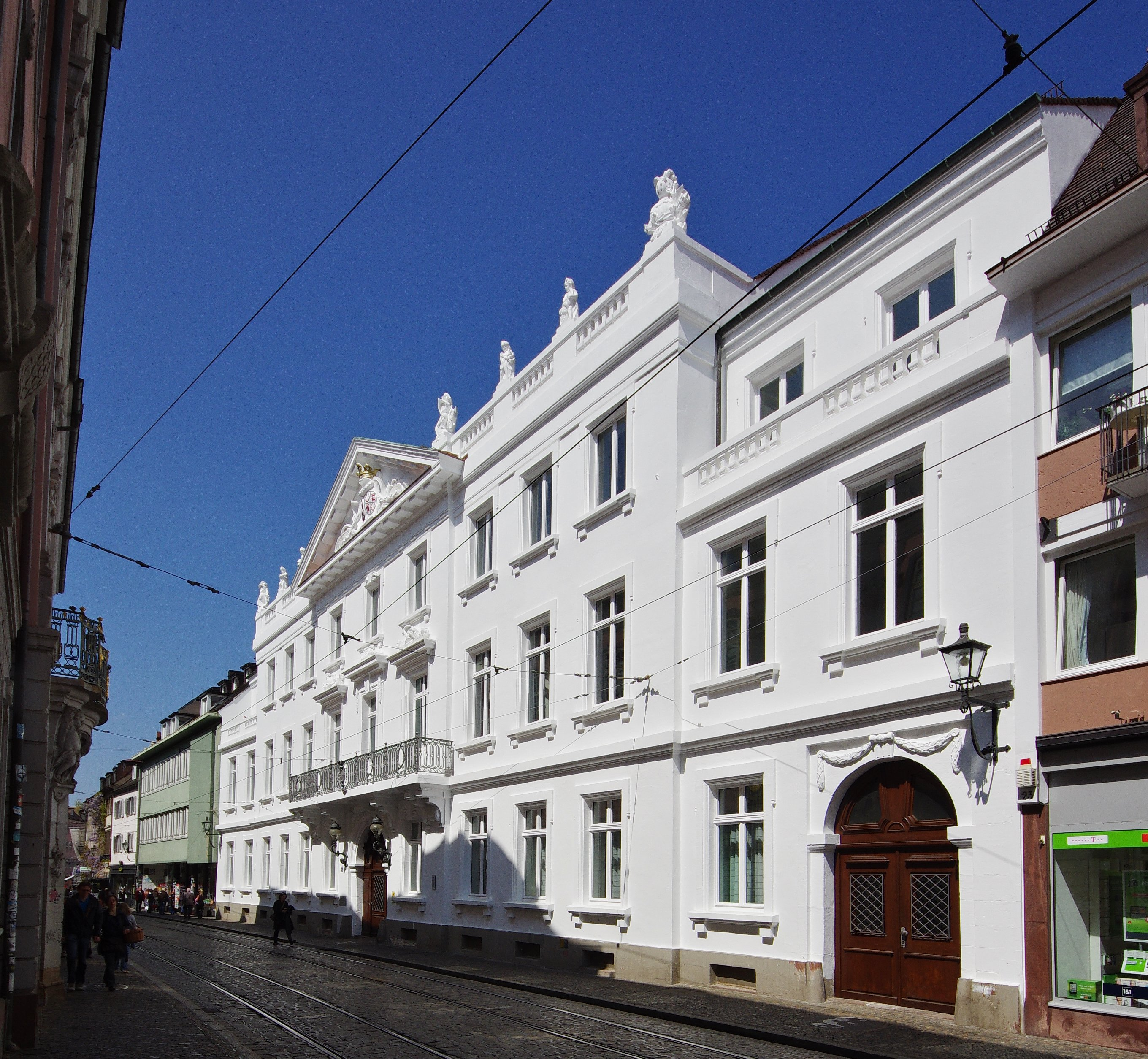
Palazzo granducale a Friburgo in Brisgovia
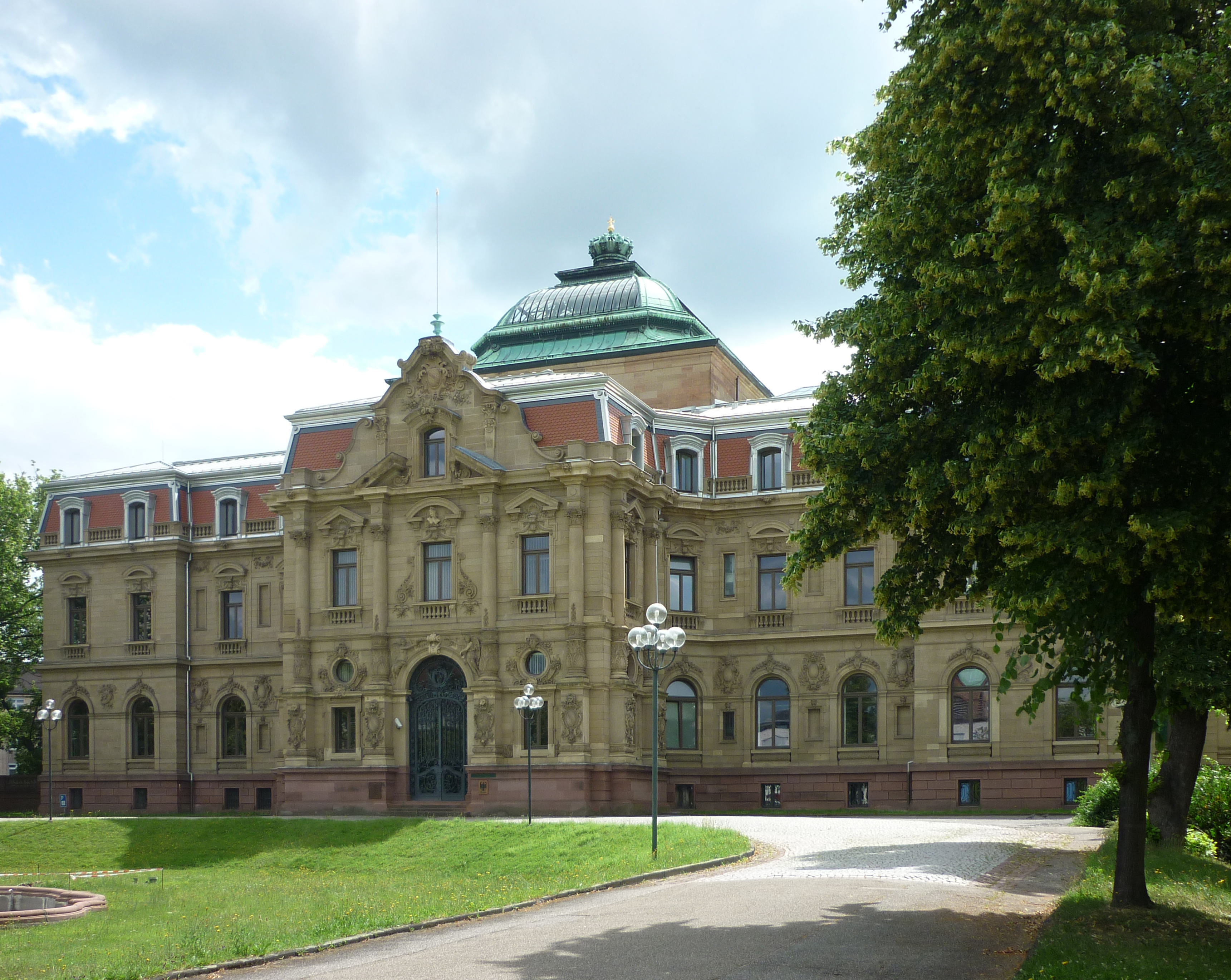
Palazzo granducale ereditario di Karlsruhe
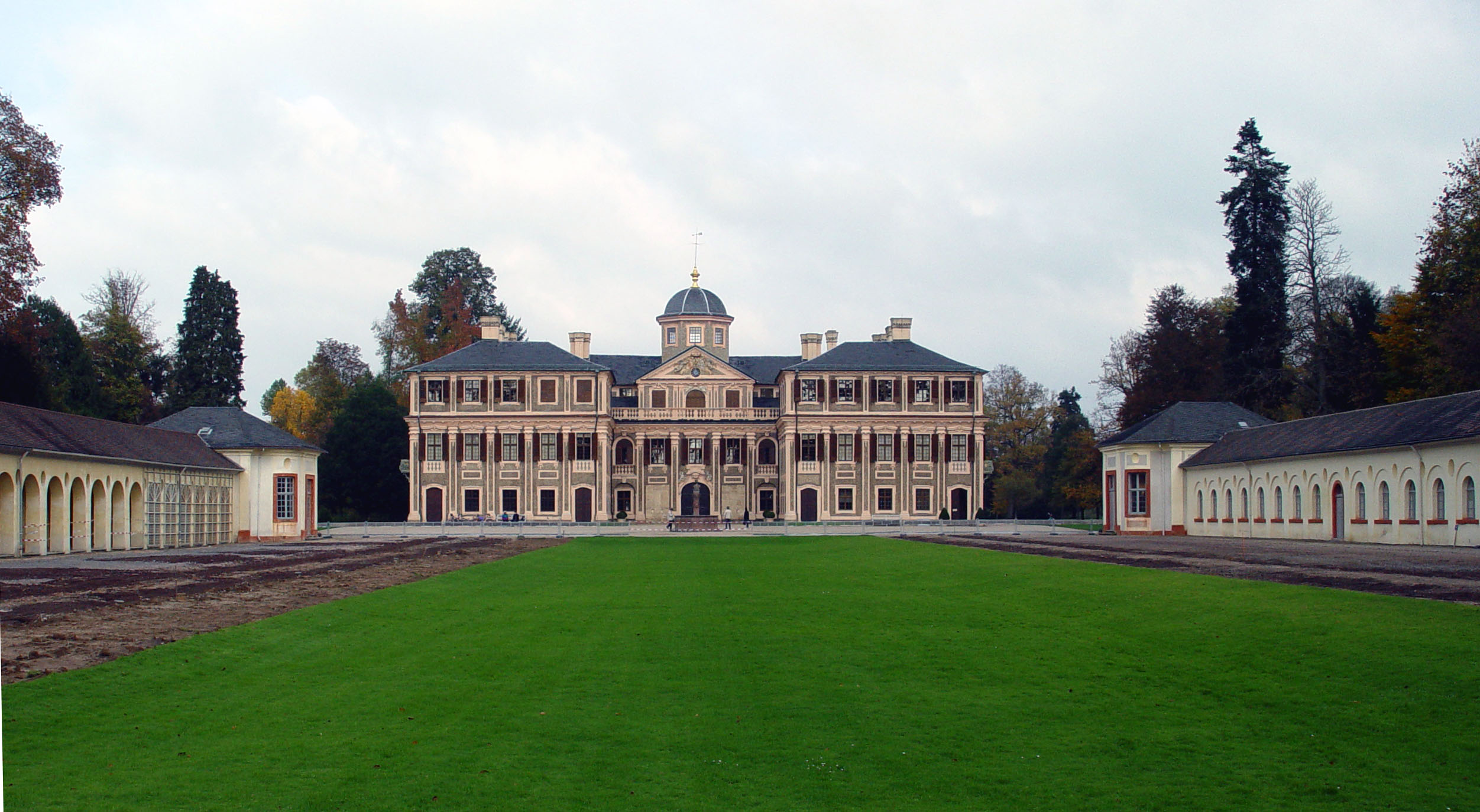
Castello Favorite di Rastatt
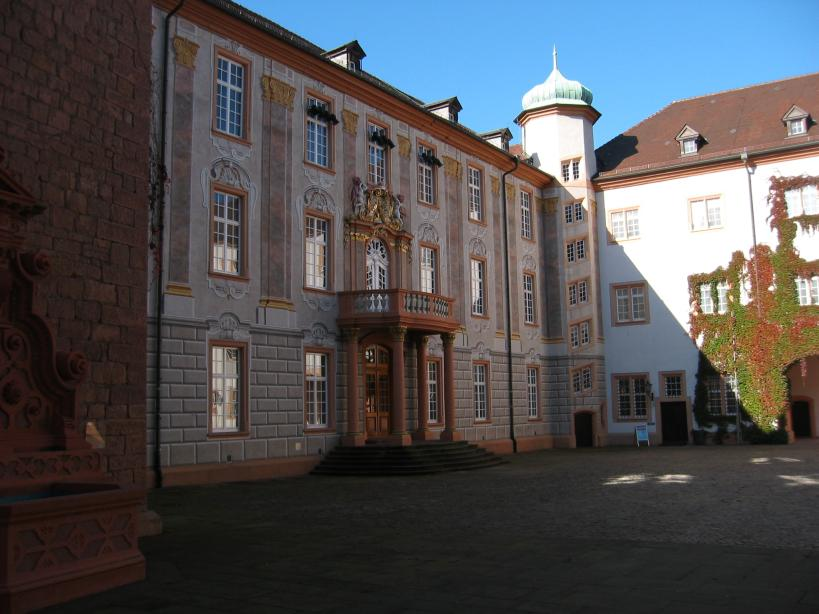
Castello di Ettlingen
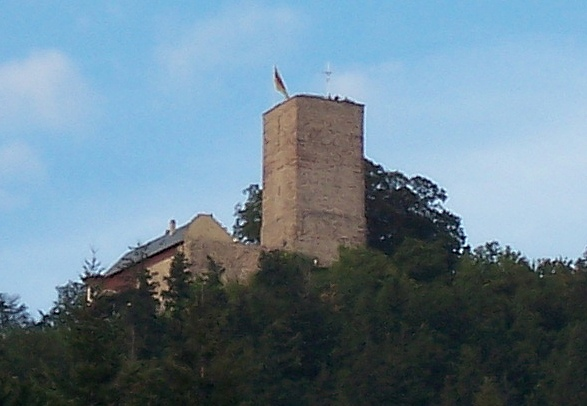
Yburg (Foresta Nera)
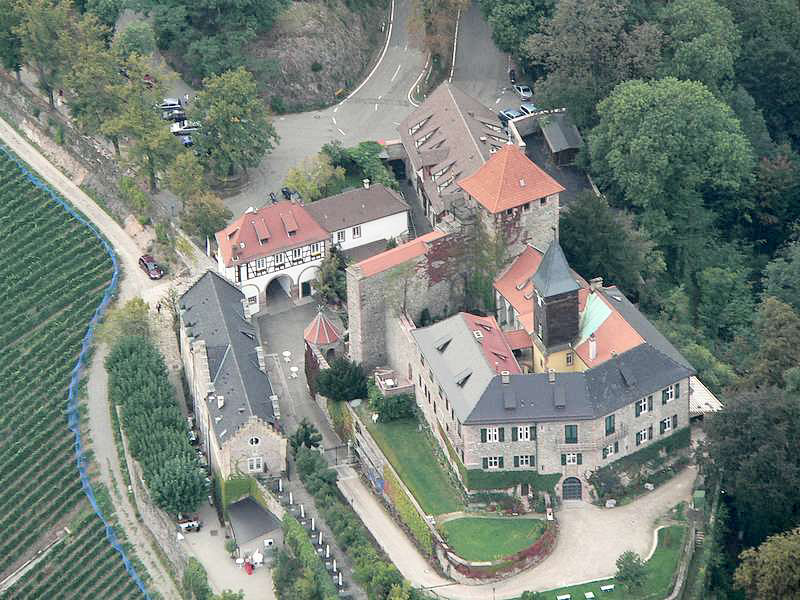
Castello Eberstein
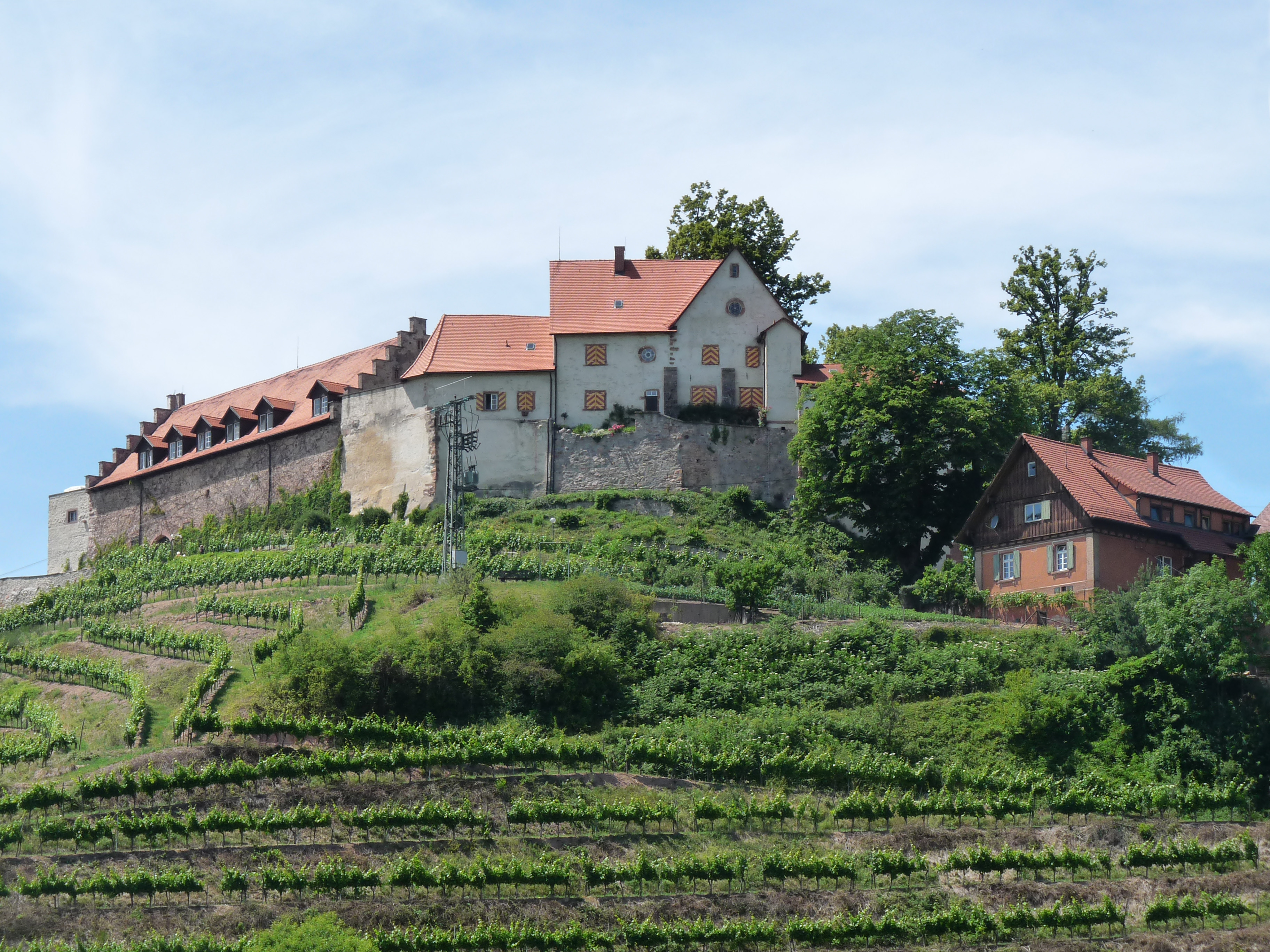
Castello di Staufenberg
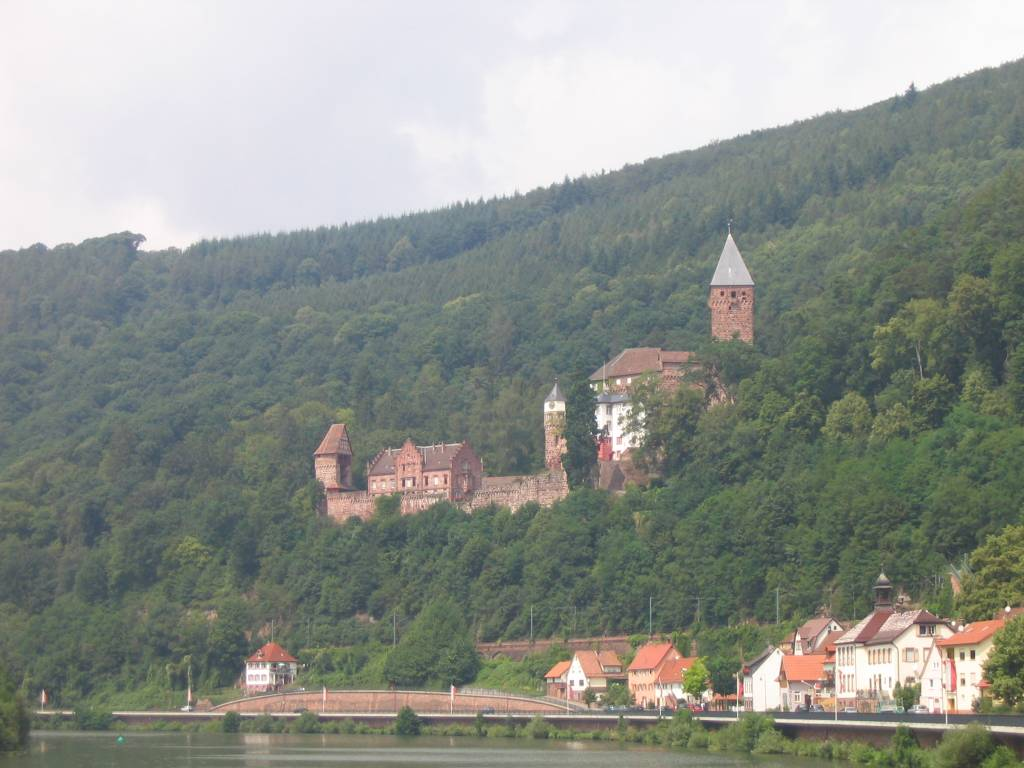
Castello di Zwingenberg sul Neckar

## Sepolture

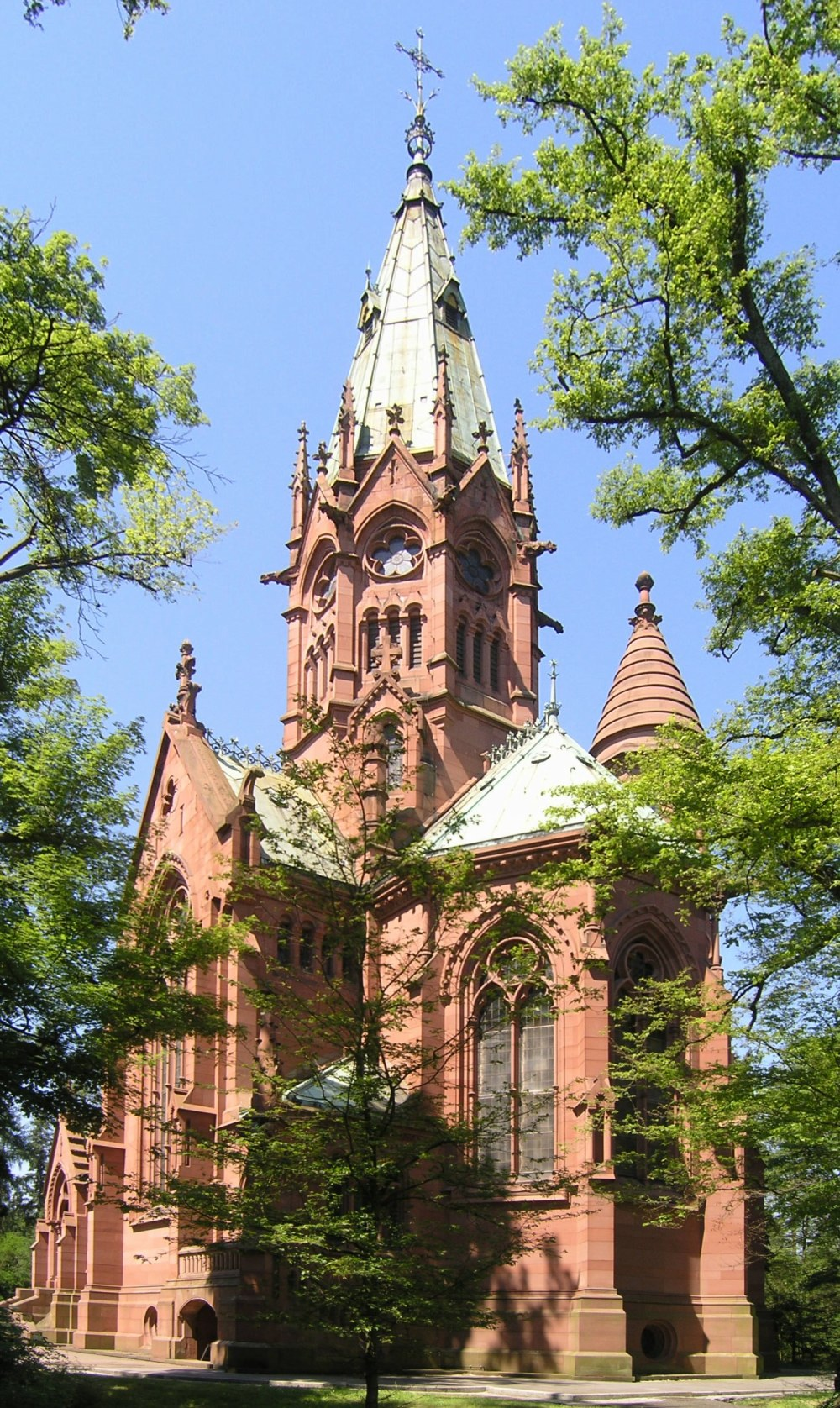
Cappella della tomba granducale di Karlsruhe nel giardino dei fagiani

Nel 1116, il margravio Ermanno I di Baden fondò l'Abbazia dei Canonici Agostiniani di Backnang, che allora era il luogo di sepoltura della famiglia e lo rimase fino al 1248. Nel 1248 il luogo di sepoltura fu trasferito nella neonata Abbazia di Lichtenthal. Da Bernardo I di Baden († 1431) la Collegiata di Baden-Baden fungeva da luogo di sepoltura e qui furono sepolti anche i membri della linea di Baden-Baden.
I margravi di Baden-Durlach utilizzarono il castello e la collegiata di San Michele a Pforzheim come luogo di sepoltura dal 1535 (ultima sepoltura nel 1860). La maggior parte dei membri della famiglia granducale di Baden furono sepolti nella chiesa evangelica della città a Karlsruhe. Nel 1890, la cappella sepolcrale granducale nell'Hardtwald di Karlsruhe fu costruita come mausoleo. Vale anche la pena menzionare la piramide di Karlsruhe come tomba per il fondatore della città Carlo III Guglielmo di Baden-Durlach.
Dall'abolizione della monarchia, i membri della famiglia sono stati per lo più sepolti a Salem.
I principali luoghi di sepoltura per le diramazioni del Baden erano il monastero di Tennenbach per Baden-Hachberg, la chiesa Röttler per Hachberg-Sausenberg e la chiesa di San Nicola di Rodemachern per Baden-Rodemachern.